# 23. december
23. december er dag 357 i året i den gregorianske kalender (dag 358 i skudår). Der er 8 dage tilbage af året. Dagens navn er Torlacus. Dagen kaldes uofficielt for Lille juleaften.

### Begivenheder
Født - Dødsfald
- 1672 - Giovanni Domenico Cassini opdager Saturn-månen Rhea.
- 1698 - Georg Ludwig bliver kurfyrste af Hannover. I 1714 bliver han udnævnt til kong Georg 1. af England.
- 1832 - Franske tropper erobrer Antwerpen og tvinger Holland til at anerkende Belgiens uafhængighed.
- 1839 - D.G. Monrad udgiver første nummer af Flyvende politiske Blade.
- 1888 - Maleren Vincent van Gogh skærer sit ene øre af efter et skænderi med sin ven og kollega Paul Gauguin.
- 1911 - Dumaen i Rusland forbyder jagt på zobel for at sikre arten mod udryddelse.
- 1919 - Storbritannien giver Indien en ny forfatning, hvorefter vicekongen er direkte ansvarlig overfor den britiske regering.
- 1922 - BBC begynder at sende daglige nyhedsudsendelser.
- 1939 - De første canadiske tropper bliver landsat i England.
- 1953 -  I Sovjetunionen henrettes indenrigsminister Berija sammen med seks andre i magtkampen i efter Stalins død.
- 1989 -   Efter den såkaldte "fløjlsrevolution" udnævnes den tjekkiske forfatter og systemkritiker Václav Havel til Tjekkoslovakiets præsident af en række reformgrupper.
- 1990 - Ved en folkeafstemning bestemmer Slovenien sig for at  bryde ud af Jugoslavien.
- 1991 - Tyskland anerkender de to jugoslaviske løsrivelsesrepublikker Kroatien og Slovenien, og snart følger andre lande efter, heriblandt Danmark.

### Født
- 1582 - Severo Bonini, italiensk komponist (død 1663).
- 1772 - Axel Fredrik Cronstedt, svensk mineralog og kemiker (død 1765).
- 1777 - Alexander 1., russisk zar (død 1825).
- 1777   - Johan Christian Drewsen, dansk fabrikant og politiker (død 1851).
- 1805 - Joseph Smith, grundlægger af Jesu Kristi Kirke af Sidste Dages Hellige (død 1844).
- 1859 - Sigurd Ibsen, norsk politiker og forfatter (død 1930).
- 1875 - Marie Nielsen, dansk yderliggående socialist (død 1951).
- 1880 - Ejnar Mikkelsen, dansk forfatter og polarforsker (død 1971).
- 1883 - Vilhelm la Cour, dansk historiker (død 1974).
- 1885 - Johannes Kjærbøl, dansk politiker, forbundsformand og minister (død 1975).
- 1893 - George Schnéevoigt, dansk filminstruktør (død 1961).
- 1896 - Giuseppe Tomasi di Lampedusa, italiensk hertug og forfatter (død 1957).
- 1906 - Gunnar Sträng, tidligere svensk finansminister (død 1992).
- 1911 - Niels K. Jerne, engelsk-dansk immunologist og modtager af Nobelprisen i medicin (død 1994).
- 1918 - Helmut Schmidt, tidligere tysk forbundskansler (død 2015).
- 1919 - Poul Ørum, forfatter (død 1997).
- 1929 - Chet Baker, amerikansk jazztrompetist (død 1988).
- 1933 - Akihito, kejser af Japan.
- 1939 - Max Bæhring, tidligere dansk fagforeningsforbundsformand (død 2016).
- 1939   - Hanne Sommer, dansk tv-speaker og programchef (død 2002).
- 1943 - Harry Shearer, amerikansk skuespiller (The Simpsons).
- 1943 - Silvia, dronning af Sverige.
- 1943   - Bárður Jákupsson, færøsk kunstner.
- 1945 - Sorella Englund, dansk balletmester og solodanser.
- 1946 - Lasse Jensen, dansk journalist og tidligere programchef.
- 1946   - Flemming Ahlberg, dansk inspektør og tidligere fodboldspiller.
- 1948 - David Davis, britisk politiker.
- 1956 - Dave Murray, engelsk guitarist og sangskriver.
- 1968 - Manuel Rivera-Ortiz, amerikansk fotograf.
- 1970 - Tomoaki Nagao, japansk DJ og designer.
- 1974 - Janus Bakrawi, dansk skuespiller.
- 1979 - Holly Madison, amerikansk model, skuespillerinde og TV-personlighed.
- 1982 - Thomas Rohregger, østrigsk cykelrytter.
- 1985 - Harry Judd, engelsk musiker i bandet McFly.
- 1986 - Jon Brændsgaard Toft, dansk forfatter.
- 1988 - Daniel Rasmussen, prof. skater.
- 1988 - Niclas Ekberg, prof. håndboldspiller (tidl. AG København.

### Dødsfald
- 1834 - Thomas Malthus, engelsk demograf og økonom (født 1766).
- 1862 - Frederikke Dannemand, dansk maitresse og oberstinde (født 1792).
- 1891 - Holger Simon Paulli, dansk violinist, komponist og kapelmester (født 1810).
- 1939 - Anthony Fokker, hollandsk flykonstruktør (født 1890).
- 1972 - Karl Eskelund, dansk journalist og forfatter (født 1918).
- 1993 - Eli Benneweis, dansk cirkusdirektør (født 1911).
- 2000 - Victor Borge, dansk-amerikansk komiker (født 1909).
- 2000   - Aage Haugland, dansk operasanger (født 1944).
- 2002 - Joe Strummer, engelsk punkmusiker fra The Clash (født 1952).
- 2006 - Henning Fonsmark, dansk redaktør og forfatter (født 1926).
- 2013 - Yusef Lateef, amerikansk saxofonist , fløjtenist , multiblæser-instrumentalist , komponist og pædagog (født 1920).
- 2013   - Mikhail Kalasjnikov, russisk våbendesigner (født 1919).
- 2016 - Poul Pedersen, dansk fodboldspiller (født 1932).
- 2018 - Troels Kløvedal, dansk forfatter, langturssejler og foredragsholder (født 1943).

|  | Denne datoartikel kan blive bedre, hvis der indsættes et (bedre) billede Du kan hjælpe ved at afsøge Wikimedia Commons for et passende billede eller uploade et godt billede til Wikimedia Commons iht. de tilladte licenser og indsætte det i artiklen. |